# Rönnkobben (Vårdö, Åland)
Rönnkobben är ett skär i Åland (Finland). Det ligger i Skärgårdshavet och i kommunen Vårdö i landskapet Åland, i den sydvästra delen av landet. Ön ligger omkring 45 kilometer nordöst om Mariehamn och omkring 240 kilometer väster om Helsingfors.
Öns area är 2 hektar och dess största längd är 250 meter i nord-sydlig riktning. Trakten är glest befolkad. Närmaste större samhälle är Vårdö, 15,3 km sydväst om Rönnkobben.